# 데이비드 스프링벳
데이비드 존 스프링벳(David John Springbett, 1938–2022)은 영국의 우표 수집가이자 전직 보험 중개인으로, 2004년 저명한 우표 수집가 명단에 서명했다.

## 우표 수집 활동
스프링벳은 그랑프리 클럽의 회장이었고, 런던 왕립 우표 협회의 회원이었으며, 수입 학회의 회장이자 스탠리 기번스 회사의 전 이사회 의장이었다.
그는 런던 얼스 코트에서 열린 더 스탬프 쇼 2000의 의장이었으며 런던 2010 국제 우표 전시회의 대안이 될 우표 전시회 기획에 참여했다. 이 대안 쇼는 이스트 런던의 엑셀 컨퍼런스 센터에 기반을 둘 예정이었으나, 국제 우표 연맹(FIP)이 런던 2010 쇼에 승인된 지위를 부여하면서 프로젝트가 중단되었다.
2001년에 스프링벳은 1950년부터 2000년 사이에 개최된 우표 전시회에서 그랑프리 상을 받은 70명 이상의 우표 수집가에 대한 전기 안내서를 편집하고 편찬했다.
그의 우표 수집 관심사는 인지 (세금)와 냐살란드의 대형 키 플레이트 스탬프에 있었다. 그는 1993년 방콕에서 열린 해협 식민지 전시회로 그랑프리 메달을 받았으며, 1999년 호주에서 냐살란드 인지로 그랑프리 후보에 올랐고, 1999년 이스탄불에서 냐살란드 키 타입으로도 후보에 올랐다.

## 우표 수집 외 활동
데이비드 스프링벳은 보험 중개인이자 로이즈 명의를 대변하는 운동가였다.
말콤 피어슨, 존 웹과 함께 그는 1964년 피어슨 웹 스프링벳을 설립했으며, 이 회사는 결국 PWS 홀딩스가 되었다.
그는 태플로, 버킹엄셔주에 살았다.

## 세계 기록 비행
1980년, 스프링벳은 콩코드 (비행기)를 이용한 초음속 여행의 도움으로 44시간 6분 만에 세계 일주를 완료하며 정기 항공편 승객으로서 세계 일주 최단 시간 기록을 세웠다. 그는 또한 이전에 45시간 19분이었던 모든 종류의 세계 일주 기록을 깼다.

## 출판물
- The Grand Prix Club Book 1950–2000, 데이비드 펠드만, 제네바, 스위스, 2001. ISBN 2-9700125-2-9